# Vlastimil Plavucha
Vlastimil Plavucha (* 6. listopad 1968, Banská Bystrica) je bývalý slovenský hokejový útočník. Patří mezi nejlepší střelce v historii slovenské extraligy.

## Klubový hokej
S hokejem začínal v klubu HC Banská Bystrica, později přestoupil do HC Košice, kde se brzy stal střeleckým lídrem. V tomto mužstvu významnou měrou přispěl k zisku dvou mistrovských titulů v sezónách 1994/95 a 1995/96, když se v obou stal nejlepším střelcem soutěže. V ročnících 1998/99 a 1999/00 působil v HKm Zvolen, následně rok ve švýcarském SCL Langnau (kvůli vyššímu počtu cizinců v klubu odehrál čtyři zápasy na hostování v českém Třinci), další sezónu působil opět ve Zvolenu. Po ní ohlásil ukončení kariéry a stal se manažerem MsHK Žilina.
Po dvou letech - v sezóně 2004/05 se vrátil k aktivnímu hokeji, když podepsal kontrakt s HKm Zvolen. Mužstvo se (během stávky v NHL) probojovalo do finále, ve kterém prohrálo s Slovanem Bratislava. Zároveň zvítězilo v Kontinentálním poháru. V 11. kole příští sezóny 2005/06 v zápase proti MsHK Žilina Plavucha inzultoval hlavního rozhodčího Petra Jonák. Incidentu předcházelo jeho vyloučení za údajné filmování. Po Jonákovi hodil hokejku s rukavicemi a vjel do půlkruhu pro rozhodčí, kde ho chytil za dres. Zastavili ho čároví rozhodčí a spoluhráči. Dostal tříměsíční zákaz aktivní činnosti, během něhož působil v pozici asistenta trenéra. Po neúspěšném čtvrtfinále s ním vedení neprodloužilo smlouvu av dalším ročníku hrával za prvoligový klub HC '05 Banská Bystrica. Klub vypadl v semifinále play off s Kežmarkem. Následně Plavucha ukončil hráčskou kariéru a byl jmenován generálním manažerem klubu.

### Individuální úspěchy
- 1994/95 - nejlepší střelec slovenské extraligy
- 1995/96 - nejlepší střelec slovenské extraligy
- 1997/98 - nejlepší střelec slovenské extraligy
- 1999/00 - nejlepší střelec slovenské extraligy

## Klubové statistiky
| Sezona    | Klub             | Soutěž | Základní část | Základní část | Základní část | Základní část | Základní část | Základní část | Play off | Play off | Play off | Play off | Play off | Play off |
| Sezona    | Klub             | Soutěž | Z             | G             | A             | B             | TM            | + / -         | Z        | G        | A        | B        | TM       | + / -    |
| --------- | ---------------- | ------ | ------------- | ------------- | ------------- | ------------- | ------------- | ------------- | -------- | -------- | -------- | -------- | -------- | -------- |
| 1996/97   | Spišská Nová Ves | SE     | 35            | 2             | 1             | 3             | 26            | -18           |          |          |          |          |          |          |
| 1990/1991 | HC Košice        | CSHL   | 47            | 22            | 9             | 31            |               |               |          |          |          |          |          |          |
| 1991/1992 | HC Košice        | CSHL   | 32            | 16            | 10            | 26            |               |               | 7        | 2        | 1        | 3        |          |          |
| 1992/1993 | HC Košice        | CSHL   | 46            | 25            | 19            | 44            |               |               |          |          |          |          |          |          |
| 1993/94   | HC Košice        | SE     | 45            | 30            | 14            | 44            |               |               |          |          |          |          |          |          |
| 1994/95   | HC Košice        | SE     | 36            | 35            | 18            | 53            | 24            |               | 9        | 12       | 6        | 18       | 12       |          |
| 1995/96   | HC Košice        | SE     | 47            | 34            | 36            | 70            | 89            | +36           |          |          |          |          |          |          |
| 1996/97   | HC Košice        | SE     | 52            | 33            | 41            | 74            | 58            | +19           |          |          |          |          |          |          |
| 1997/98   | HC Košice        | SE     | 46            | 37            | 25            | 62            | 97            | +54           |          |          |          |          |          |          |
| 1998/99   | HKm Zvolen       | SE     | 28            | 7             | 12            | 19            | 18            | -15           |          |          |          |          |          |          |
| 1999/00   | HKm Zvolen       | SE     | 54            | 43            | 29            | 72            | 76            | +44           | 10       | 6        | 3        | 9        | 10       | +1       |
| 2000/01   | SCL Langnau      | NL     | 26            | 12            | 9             | 21            | 16            | +1            |          |          |          |          |          |          |
|           | HC Třinec        | ČE     | 4             | 2             | 1             | 3             | 4             | +4            |          |          |          |          |          |          |
| 2001/02   | HKm Zvolen       | SE     | 25            | 11            | 11            | 22            | 52            | +14           |          |          |          |          |          |          |
| 2004/05   | HKm Zvolen       | SE     | 47            | 16            | 13            | 29            | 44            | +23           | 17       | 4        | 5        | 9        | 53       | +12      |
| 2005/06   | HKm Zvolen       | SE     | 26            | 16            | 11            | 27            | 65            | +17           | 4        | 1        | 2        | 3        | 14       | 0        |
|           | Banská Bystrica  | 1. SHL | 1             | 2             | 1             | 3             | 0             | +2            |          |          |          |          |          |          |
| 2006/2007 | Banská Bystrica  | 1. SHL | 26            | 14            | 11            | 25            | 42            | +13           | 3        | 2        | 0        | 2        | 4        | +2       |

## Reprezentace
Vlastimil Plavucha je autorem prvního gólu novodobé slovenské reprezentace. Zaznamenal ho 12. února 1993 na turnaji ve francouzském Rouenu v úvodním zápase proti Francii střelou z kruhu do horní části brány. Utkání skončil remízou 2:2. Mužstvo kvůli nepříznivému počasí přijelo do dějiště turnaje až těsně před začátkem tohoto zápasu. Další dva zápasy s B-výběry Ruska a Švédska Slovensko prohrálo, na turnaji obsadilo poslední 4. místo. Plavucha hrál v útoku s bratry Petrem Zubkem a Pavlem Zubkem, spoluhráči z HC Košice, ale v klubu nikdy nehráli v jedné formaci.
Reprezentoval i na první významné akci slovenské reprezentace, kterými byly ZOH 1994 v Lillehammeru. Hrával ve čtvrté formaci s René Pucherem a Dušanem Pohofelim, trenér Július Šupler však upřednostňoval hru na tři útoky. Slovensko prohrálo ve čtvrtfinále s Ruskem 2:3 po prodloužení a obsadilo 6. místo.
Zúčastnil se MS C 1994 a MS B 1995, oba šampionáty Slovensko vyhrálo a postoupilo do nejvyšší kategorie. Hrál i na prvním šampionátu Slovenska v elitní kategorii, kde mužstvo překvapivě prohrálo v základní skupině s domácím Rakouskem, postoupilo ze skupiny a obsadilo 10. místo. Plavucha byl členem reprezentace i na MS 1997 (9. místo), na neúspěšné kvalifikační části v rámci ZOH 1998 v Naganu a MS 1999 (7. místo).
Největšhoí úspěchu dosáhl na své poslední reprezentační akci, kterou bylo MS 2000. Slovensko získalo první medaili - stříbro, na turnaji zaznamenal čtyři góly a dvě asistence. V reprezentaci odehrál celkově 119 zápasů, vstřelil 44 branek.
- Statistiky reprezentace na Mistrovstvích světa a Olympijských hrách:[4]

| Turnaj             | Místo konání                          | Z  | G  | A | B  | Umístění         | Soupisky          |
| ------------------ | ------------------------------------- | -- | -- | - | -- | ---------------- | ----------------- |
| MS 1994 (skup.C/1) | Slovensko (Poprad a Spišská Nová Ves) | 6  | 3  | 3 | 6  | Zlatá medaile    |                   |
| ZOH 1994           | Norsko (Lillehammer)                  | 5  | 0  | 0 | 0  | 6. místo         | Soupiska ZOH 1994 |
| MS 1995 (skup.B)   | Slovensko (Bratislava)                | 7  | 6  | 0 | 6  | Zlatá medaile    |                   |
| MS 1996            | Rakousko (Vídeň)                      | 5  | 2  | 0 | 2  | 10. místo        | Soupiska MS 1996  |
| SP 1996            | Severní Amerika, Evropa               | 3  | 0  | 2 | 2  | 7. místo         | Soupiska          |
| MS 1997            | Finsko (Helsinky, Turku, Tampere)     | 8  | 0  | 0 | 0  | 9. místo         | Soupiska MS 1997  |
| ZOH 1998           | Japonsko (Nagano)                     | 4  | 4  | 0 | 4  | 10. místo        | Soupiska ZOH 1998 |
| MS 1999            | Norsko (Hamar, Lillehammer, Oslo)     | 9  | 4  | 2 | 6  | 7. místo         | Soupiska MS 1999  |
| MS 2000            | Rusko(Petrohrad)                      | 9  | 4  | 2 | 6  | Stříbrná medaile | Soupiska MS 2000  |
| Celkem na MS (6x)  |                                       | 44 | 19 | 7 | 26 |                  |                   |
| Celkem na ZOH (2x) |                                       | 9  | 4  | 0 | 4  |                  |                   |